# Julián Conrado
Guillermo Enrique Torres Cueter (Turbaco, 17 de agosto de 1954), mejor conocido con los seudónimos de Julián Conrado Marín, Julián Ariza Fandiño o Mario, es un político y exguerrillero colombiano. 
Excombatiente de las Fuerzas Armadas Revolucionarias de Colombia - Ejército del Pueblo (FARC-EP). Es conocido como el cantautor de vallenatos de la guerrilla. Su orquesta fue conocida bajo el nombre de Julián Conrado y los Compañeros. Fue alcalde de Turbaco (Bolívar) para el período 2020-2023.

## Biografía

### Militancia en las FARC-EP
Desde 1965 participa en agrupaciones comunistas y de izquierda. Grabó canciones con reconocidos cantautores vallenatos, y toma el seudónimo de Julián Conrado en honor a un médico acusado de ser guerrillero y asesinado. En 1983 ingresa a la guerrilla, pero con el surgimiento de la Unión Patriótica se le destina al trabajo político en la Costa Caribe, abandonaría esto cuando se rompen los diálogos entre la guerrilla y el gobierno de Belisario Betancur los conocidos Acuerdos de La Uribe. Participó en el XVIII Festival de la Leyenda Vallenata en 1985.
Inicialmente integró el Estado Mayor del Bloque Caribe de las FARC-EP. Jacobo Arenas le ordena iniciar su producción musical como un método de propaganda del grupo guerrillero. En 1988 realizó su primera grabación de música en un casete que por un lado traía temas de Conrado y del otro lado contenía temas de Lucas Iguarán. Siendo parte del Estado Mayor del Frente 19, comandado por Simón Trinidad, participó de la inauguración de los diálogos de paz entre el gobierno de Andrés Pastrana y las FARC-EP, y se le destinaría a la comisión temática de la guerrilla, que organizaba las audiencias públicas. Al finalizar estos fallidos acuerdos se le destinó a la dirección política del Bloque Sur.
Cuando las FARC-EP realizaron el lanzamiento del Movimiento Bolivariano, en abril del 2000, 'Julián Conrado y los Compañeros’ se presentaron en un concierto ante toda la cúpula de las FARC-EP y otros invitados. En el 2005 se le vinculó a actividades políticas clandestinas y movimiento de masas en el municipio de San Miguel (Putumayo). El 31 de mayo de 2011 las Fuerzas Militares de Colombia y Venezuela colaboraron para llevar a su captura en una finca con cultivos y animales que tenía en el estado de Barinas y sería acusado de rebelión. Fue recluido en la sede del Servicio Bolivariano de Inteligencia Nacional (Sebin) en Caracas, el Gobierno colombiano pidió la extradición del guerrillero, pero este proceso nunca se adelantó. Su labor en Venezuela sería eminentemente política con la plataforma del Movimiento Continental Bolivariano. El 9 de enero de 2013, luego de que el Gobierno colombiano retira y cancela las órdenes de captura contra Conrado la Sala de Casación del Tribunal Supremo de Justicia de Venezuela declaró desistida la orden de captura y declaró el levantamiento de la medida privativa preventiva de la libertad. Este proceso se dijo que se había realizado para que Conrado participará en los Acuerdos de paz entre el gobierno de Juan Manuel Santos y las FARC-EP, pero en realidad se le envió a Cuba para recibir cuidados médicos.

### Cantautor de las FARC-EP
Reclama ser del género de la "charamanduca", o "música de la nueva Colombia", que es el nombre con el que se denominaron sus canciones por parte de las FARC-EP. Grabó 8 trabajos discográficos junto con Adán Izquierdo, (Mensajero fariano, 500 años después, Arando la paz, Bolivariando, Con el mismo amor, Respirando dignidad, Canto de los pobres, Sueños de libertad) y 19 canciones escritas desde la cárcel.Una de sus canciones las más famosas es ‘De mi pueblo para la guerrilla’, donde palabras más palabras menos explica la razón por la que entró a las FARC-EP. 

### Alcalde de Turbaco
Resultó elegido, en 2019, como alcalde de Turbaco para el periodo 2020-2023 por el partido Colombia Humana – Unión Patriótica, siendo el primer exintegrante de la antigua guerrilla en obtener el cargo de alcalde por voto popular. En 2020 obtuvo su título de bachiller junto a su esposa Lola.
Tomó la lucha contra la corrupción como bandera de su administración. Uno de sus logros más destacados fue terminar con una “hacienda paralela” (casi como una nómina) por donde, según denuncia el alcalde, entraban recursos que luego “se los robaban”. Algunas organizaciones y líderes de la zona —incluso de oposición— afirman que Julián Conrado le quitó especialmente al Concejo Municipal el monopolio que tenía sobre los recursos que debían ser ejecutados por la Alcaldía y que habían sido objeto de corrupción en casos que ya han sido denunciados ante las autoridades. También, abrió varios puestos de salud, instalaciones deportivas, y extendió las redes del agua a los lugares más apartados de Turbaco.
En diciembre de 2023 el presidente Gustavo Petro dijo que Julián Conrado había sido uno de los mejores alcaldes de Colombia.